# Melexis
Melexis N.V. er en belgisk elektronikvirksomhed, der producerer sensorer til primært bilindustrien.